# Accrue
Une accrue ou accroissement est un terme d'agronomie ou de droit qui désigne l'accroissement d'une chose, d'une valeur, d'un fonds territorial; en droit c'est l'action par laquelle cela accroît au profit du possesseur. Les terres que l'atterrissement ajoute à une rive ou un rivage – Un atterrissement est un amas de terre qui se forme par la vase ou par les sédiments, en termes de droit on parle d'alluvion, que la mer ou les fleuves apportent progressivement le long d'une rive ou d'un rivage – appartiennent au propriétaire par droit d'accroissement. Cet accroissement peut donc être de différentes natures:
- un terrain sur lequel un bois s’est étendu de lui-même par les rejetons des racines, ou par le semis naturel des graines tombées des arbres[2];
- l'augmentation que reçoit un terrain par la retraite insensible des eaux ou par atterrissement[3].

En droit romain les accrues sont régies par l'accessio. En droit moderne les accrues sont des cas d'accession immobilière naturelle, régies en France par les articles 556 à 563 du code civil français.

## Accrue forestière
Au XVIIIe siècle, les accrues de bois suivant la coutume de Troyes n'acquièrent que la possession actuelle au propriétaire de la forêt avec un commencement de prescription mais le propriétaire du terrain de l'accrue ne perd son droit qu après une prescription de trente années contre lui. Suivant les coutumes de Sens et d'Auxerre les accrues appartiennent au seigneur haut justicier comme biens vacants, si personne n'est en possession des héritages où elles se trouvent, autrement elles appartiennent aux propriétaires de ces héritages.  
Selon Sonnini en 1805, l’accrue encore jeune appartient au propriétaire du sol; mais, s’il laisse écouler trente années sans exiger que le bois voisin de sa terre en soit séparé par un fossé, ainsi que l’ordonnent les règlements, l’accrue fait irrévocablement partie de la forêt qui l’a produite.

## Accroissement par alluvion
Les atterrissements et accroissements qui se forment successivement et imperceptiblement aux fonds riverains d'un cours d'eau s'appellent « alluvion » (C'est la définition de l'article 556 de code civil français). L'accroissement d'un héritage par alluvion est l'accroissement de terrain qui se fait peu à peu sur les rivages de la mer ou les rives des fleuves et des rivières par les terres que l'eau y apporte. Elle appartient au propriétaire de l'héritage accru; et celui de l'héritage diminué n'a aucun droit de revendication quand l'accroissement s'est fait insensiblement. C’est la disposition du droit romain. Il n'en est pas de même quand l'accroissement s'est fait subitement par suite d'une inondation ou par quelque autre causes fortuites, ce n’est plus la même chose; dans certains pays il y a des rivières et des torrents qui changent si fréquemment leur lit, même plusieurs fois dans l'année qu'on ne leur applique pas cette loi. Là les propriétés riveraines doivent toujours rester de la même contenance. Les accrues de la mer et les îles et îlots formées dans les rivières navigables appartiennent au domaine public qui les vend ou concède.
Au XVIIIe siècle, Dans quelques provinces, la Franche-Comté par exemple, l’accroissement par alluvion n’appartient pas au propriétaire de l’héritage accru. « La rivière du Doux n’ôte ni ne baille ». C’est l’adage du pays ; ce qui signifie que celui dont cette rivière diminue l'héritage en l'inondant peut prendre son indemnité sur les terrains qu'elle laisse à découvert. Il en est de même dans les héritages voisins de la rivière de la Fère en Auvergne dont la coutume locale établit le même droit.
Au XVIIIe siècle,Les îles et îlots formés successivement au milieu des fleuves et des grandes rivières, du Rhône, par exemple, n’appartiennent point aux riverains, mais aux domaines du roi.

## En droit français
La propriété des alluvions, relais, atterrissements, îles et îlots qui se forment naturellement dans les fleuves et rivières domaniaux est réglée par les dispositions des articles 556, 557, 560 et 562 du code civil. La propriété des alluvions, relais, atterrissements, îles et îlots qui se forment dans les cours d'eau non domaniaux est régie par les dispositions des articles 556, 557, 559, 561 et 562 du code civil.
- Les atterrissements et accroissements qui se forment successivement et imperceptiblement aux fonds riverains d'un cours d'eau s'appellent " alluvion ". L'alluvion profite au propriétaire riverain, qu'il s'agisse d'un cours d'eau domanial ou non ; à la charge, dans le premier cas, de laisser le marchepied ou chemin de halage, conformément aux règlements. (Article 556)
- Il en est de même des relais que forme l'eau courante qui se retire insensiblement de l'une de ses rives en se portant sur l'autre : le propriétaire de la rive découverte profite de l'alluvion, sans que le riverain du côté opposé y puisse venir réclamer le terrain qu'il a perdu. Ce droit n'a pas lieu à l'égard des relais de la mer. (Article 557)
- L'alluvion n'a pas lieu à l'égard des lacs et étangs, dont le propriétaire conserve toujours le terrain que l'eau couvre quand elle est à la hauteur de la décharge de l'étang, encore que le volume de l'eau vienne à diminuer. (Article 558)
- Si un cours d'eau, domanial ou non, enlève par une force subite une partie considérable et reconnaissable d'un champ riverain, et la porte vers un champ inférieur ou sur la rive opposée, le propriétaire de la partie enlevée peut réclamer sa propriété ; (Article 559)
- Les îles, îlots, atterrissements, qui se forment dans le lit des cours d'eau domaniaux, appartiennent à la personne publique propriétaire du domaine concerné, en l'absence de titre ou de prescription contraire. (Article 560)
- Les îles et atterrissements qui se forment dans les cours d'eau non domaniaux, appartiennent aux propriétaires riverains du côté où l'île s'est formée : si l'île n'est pas formée d'un seul côté, elle appartient aux propriétaires riverains des deux côtés, à partir de la ligne qu'on suppose tracée au milieu du cours d'eau.  (Article 561)
- Si un cours d'eau, en se formant un bras nouveau, coupe et embrasse le champ d'un propriétaire riverain, et en fait une île, ce propriétaire conserve la propriété de son champ, encore que l'île se soit formée dans un cours d'eau domanial. (Article 562)
- Si un cours d'eau domanial forme un nouveau cours en abandonnant son ancien lit, les propriétaires riverains peuvent acquérir la propriété de cet ancien lit, chacun en droit soi, jusqu'à une ligne qu'on suppose tracée au milieu du cours d'eau. , etc. (Article 563)